# Achères-la-Forêt
Achères-la-Forêt is een gemeente in het Franse departement Seine-et-Marne (regio Île-de-France) en telt 1218 inwoners (2005). De plaats maakt deel uit van het arrondissement Fontainebleau.

## Geografie
De oppervlakte van Achères-la-Forêt bedraagt 12,5 km², de bevolkingsdichtheid is 97,4 inwoners per km².
De onderstaande kaart toont de ligging van Achères-la-Forêt met de belangrijkste infrastructuur en aangrenzende gemeenten.

## Demografie
Onderstaande figuur toont het verloop van het inwonertal (bron: INSEE-tellingen).